# Дорохой
Дорохо́й (рум. Dorohoi) — город в Румынии.

## География
Город Дорохой находится в северо-восточной части Румынии, вблизи границ с Украиной и Молдавией, на севере региона Молдова. Административно входит в жудец Ботошани и лежит на правом берегу реки Жижия, являющейся правым притоком реки Прут. Площадь города составляет 60,39 км². Численность населения — 30.661 человек (на 2007 год). Плотность населения — 508 чел./км².

## История
Дорохой впервые письменно упоминается в 1407 году, в договоре, заключенном между молдавским господарем Александром I Добрым и Польшей. В Средние века город был крупным рынком Северной Молдовы, на котором торговали сельскохозяйственной продукцией и дровами. Ежегодно, 12 июня, здесь проводилась большая ярмарка, на которую съезжались торговцы, в том числе и из-за рубежа.
В городе, начиная с XIX века, проживала крупная еврейская община. В 1900 году численность населения Дорохоя составляла 12.701 человек, из которых более половины были евреи (6.804 человека). 1 июля 1940 года частями румынской армии в Дорохое были организованы еврейские погромы. В сентябре 1941 года Дорохой был включен в состав губернаторства Буковина. В 1947 году в городе было 7.600 евреев. К настоящему времени практически все они эмигрировали в Израиль.
В центральной части города сохранился собор, построенный в XV столетии, в годы правления господаря Стефана III Великого.

## Города побратимы
| Страна, регион | Город-побратим | Год установления связи |
| -------------- | -------------- | ---------------------- |
| Молдова        | Дрокия         | -                      |